# Beja (Salvador e Santa Maria da Feira)
Beja (Salvador e Santa Maria da Feira), oficialmente: União das Freguesias de Beja (Salvador e Santa Maria da Feira), é uma freguesia portuguesa do município de Beja, com 22,51 km² de área e 10710 habitantes (censo de 2021). A sua densidade populacional é 475,8 hab./km².

## História
Foi constituída em 2013, no âmbito de uma reforma administrativa nacional, pela agregação das antigas freguesias de Salvador e Santa Maria da Feira e tem a sede em Salvador.

## Demografia
A população registada nos censos foi:
| Distribuição da População por Grupos Etários | Distribuição da População por Grupos Etários | Distribuição da População por Grupos Etários | Distribuição da População por Grupos Etários | Distribuição da População por Grupos Etários | Distribuição da População por Grupos Etários |
| -------------------------------------------- | -------------------------------------------- | -------------------------------------------- | -------------------------------------------- | -------------------------------------------- | -------------------------------------------- |
| Antes da agregação                           |                                              |                                              |                                              |                                              |                                              |
| Ano                                          | 0-14 anos                                    | 15-24 anos                                   | 25-64 anos                                   | >= 65 anos                                   | Total                                        |
| 2001                                         | 1505                                         | 1305                                         | 4859                                         | 1682                                         | 9351                                         |
| 2011                                         | 1967                                         | 1197                                         | 6080                                         | 1889                                         | 11133                                        |
| Após a agregação                             |                                              |                                              |                                              |                                              |                                              |
| Ano                                          | 0-14 anos                                    | 15-24 anos                                   | 25-64 anos                                   | >= 65 anos                                   | Total                                        |
| 2021                                         | 1782                                         | 1182                                         | 5613                                         | 2133                                         | 10710                                        |